# Wojciech Wrzesiński
Wojciech Stanisław Wrzesiński (ur. 4 października 1934 w Krzywosądzy, zm. 2 lipca 2013 we Wrocławiu) – polski historyk, specjalizujący się w historii myśli politycznej, historii najnowszej oraz historii politycznej XIX-XX wieku, profesor nauk humanistycznych, nauczyciel akademicki związany z Uniwersytetem Wrocławskim i rektor tej uczelni w latach 1990–1995.

## Życiorys

### Młodość i praca w Olsztynie
Urodził się w 1934 roku we wsi Krzywosądz, położonej w pobliżu Ciechocinka, w rodzinie inteligenckiej o żywych tradycjach niepodległościowych. Uczęszczał do szkoły w Aleksandrowie Kujawskim, gdzie ukończył Gimnazjum Księży Salezjanów. Po maturze w 1950 roku rozpoczął studia historyczne na Uniwersytecie Mikołaja Kopernika w Toruniu, które ukończył w 1955 roku uzyskując dyplom magistra, pisząc pracę u prof. Bogusława Leśnodorskiego.

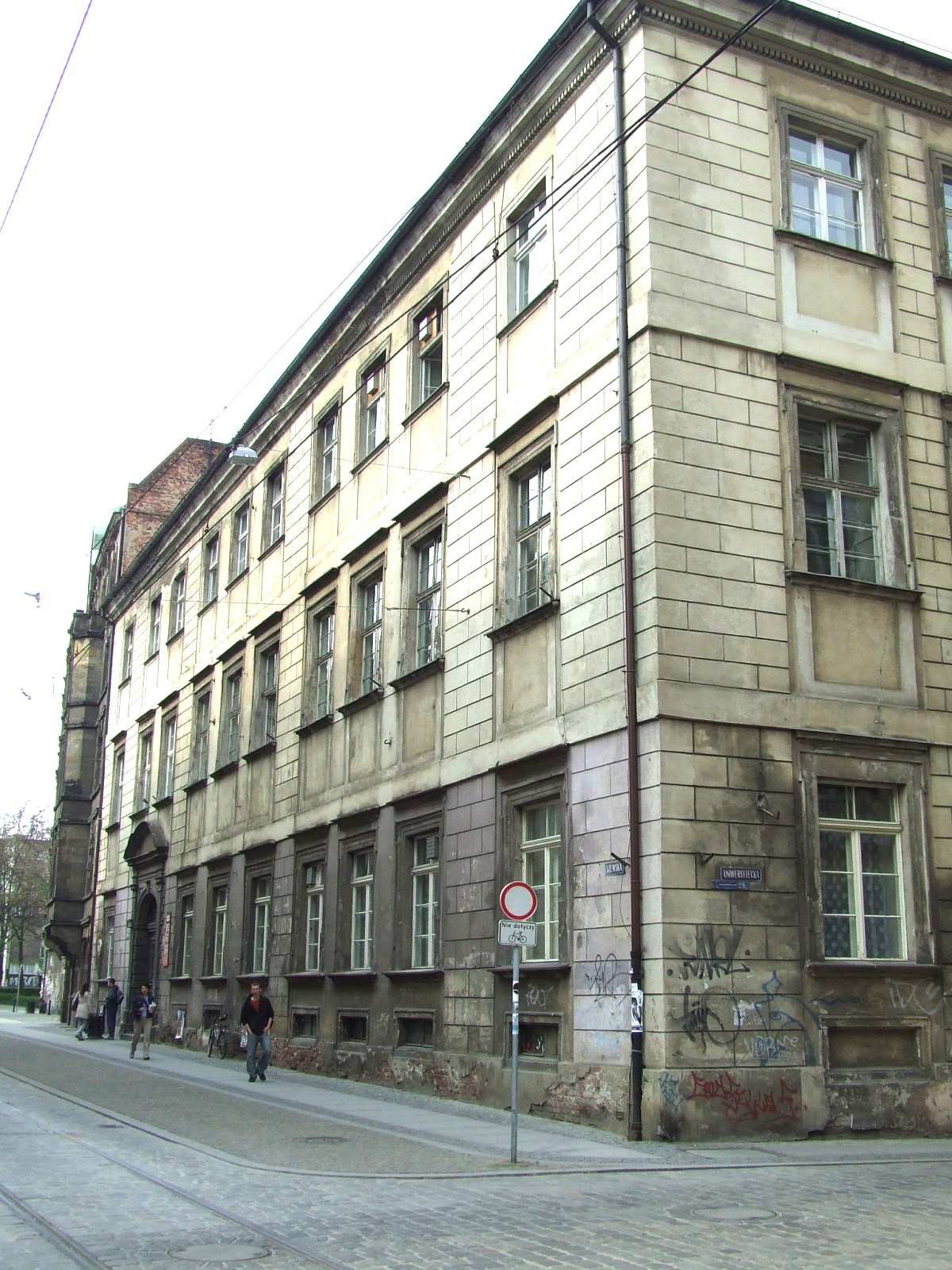
Instytut Historyczny UWr – miejsce pracy Wojciecha Wrzesińskiego w latach 1965–2006

W tym samym roku na mocy nakazu pracy przybył do Olsztyna, gdzie został pracownikiem Archiwum Wojewódzkiego. Objął tam funkcję kierownika działu akt Polski Ludowej. Publikował w miesięczniku społeczno-kulturalnym „Mazury i Warmia” (redagowanym przez Henryka Święcickiego). Pierwsze lata pobytu w Olsztynie przypadły na ożywienie regionalizmu, powstało Stowarzyszenie Społeczno-Kulturalne „Pojezierze”, reaktywowany został kwartalnik „Komunikaty Mazursko-Warmińskie”, powstał „Rocznik Olsztyński”. Od roku 1984 Wrzesiński kierował pracą redakcyjną „Komunikatów Mazursko-Warmińskich”, przyczyniając się do nadania temu pismu rangi ponadregionalnej.
Pracę doktorską pt. Ruch polski na Warmii, Mazurach i Powiślu w latach 1920–1939 obronił 16 kwietnia 1962 roku na Uniwersytecie Mikołaja Kopernika w Toruniu. Uczestniczył w powstaniu Ośrodka Badań Naukowych im. Wojciecha Kętrzyńskiego (1963). Aktywnie uczestniczył w budowaniu olsztyńskiego środowiska humanistycznego: zapraszał z wykładami do Olsztyna znakomitych profesorów z różnych ośrodków naukowych, organizował ogólnopolskie konferencje naukowe. Od 1962 roku należał do PZPR.

### Praca naukowo-dydaktyczna we Wrocławiu
W 1965 roku przeprowadził się do Wrocławia, zostając pracownikiem naukowo-dydaktycznym Uniwersytetu Wrocławskiego. Niedługo potem uzyskał stopień naukowy doktora habilitowanego nauk humanistycznych w zakresie historii. W latach 1972–1974 piastował urząd dziekana Wydziału Filozoficzno-Historycznego. W latach 1976–1981 był dyrektorem Instytutu Historycznego. Od 1977 roku kierował Zakładem Historii PRL na Instytucie Historycznym. W tym samym roku otrzymał także tytuł profesora nauk humanistycznych, który nadał mu przewodniczący Rady Państwa PRL prof. Henryk Jabłoński, a wraz z nim stanowisko profesora nadzwyczajnego na wrocławskim uniwersytecie.

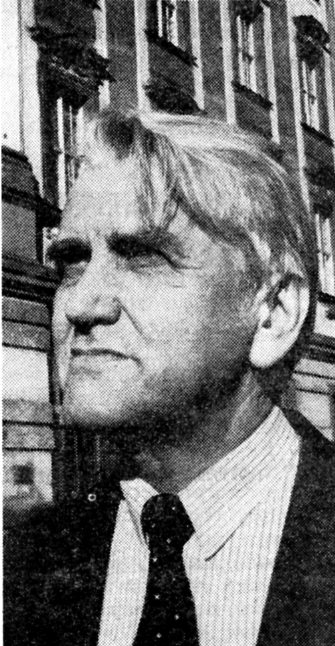
Rektor elekt Wojciech Wrzesiński w 1990 roku

Od 1981 roku sprawował funkcję prorektora Uniwersytetu Wrocławskiego. Ustąpił z niej 6 września 1982 roku w ramach protestu przeciwko odwołaniu miesiąc wcześniej ówczesnego rektora uczelni prof. Józefa Łukaszewicza przez ministra Benona Miśkiewicza Należał do Polskiej Zjednoczonej Partii Robotniczej, ale po wprowadzeniu stanu wojennego złożył legitymację. Ostatecznie w 1985 roku usunięto go ze stanowiska kierownika Zakładu Historii PRL za działalność opozycyjną. Został przywrócony na kierownika Zakładu Historii Najnowszej (dawniej Zakład Historii PRL) w 1987 roku. W 1989 roku po zmianach politycznych przyznano mu stanowisko profesora zwyczajnego.

### Rektor Uniwersytetu Wrocławskiego
22 października 1990 roku Kolegium Elektorów wybrało rektorem Uniwersytetu Wrocławskiego Wojciecha Wrzesińskiego, który niedługo potem został także przewodniczącym Kolegium Rektorów Szkół Wyższych Wrocławia.
Początek 1991 roku oznaczał cięcia budżetowe, które dotknęły Uniwersytet. Odbiły się one na pracach remontowych budynku głównego (Sala Muzyczna) i inwestycjach (rozbudowa budynków dla Instytutu Chemii i ostatni etap budowy siedziby Instytutu Filologii Angielskiej). Nowe władze przystąpiły do prac nad reorganizacją struktury uczelni. Rozpoczęto zmiany w administracji, w których wyniku nastąpiłoby zmniejszenie kosztów jej funkcjonowania, a zwiększyłaby się efektywność oraz sprawność. 29 maja 1991 roku Senat uchwalił nowy Statut Uniwersytetu, który powstał na bazie starego z pewnymi poprawkami, a we wrześniu tego samego roku, po burzliwych dyskusjach, został uchwalony regulamin studiów.
Od roku akademickiego 1991/1992 rozpoczęły się zmiany zasad rekrutacji na studia. Znacznemu zwiększeniu uległa liczba studentów zaocznych, których opłaty za studia reperowały budżet uczelni. Zlikwidowano zakład remontowo-budowlany (1992) oraz Studium Wojskowe (15 maja 1991). Bardzo trudnym problemem dla ekipy rektorskiej było wyjaśnianie i uporządkowywanie tytułów własności nieruchomości należących do uczelni. Uniwersytet uzyskał zgodę władz miejskich na zatrzymanie działki przy pl. Grunwaldzkim do 2000 roku. Uregulowane zostały sprawy tytułu własności kompleksu przy ul. Przybyszewskiego i Domu Studenckiego „Urszulka pod kasztanem” przy pl. Nankiera. Ten ostatni został przekazany urszulankom, natomiast budynki przy ul. Przybyszewskiego pozostały przy Uniwersytecie, w myśl ugody z kardynałem Henrykiem Gulbinowiczem (tytuł własności dla Kościoła, dzierżawa na 50 lat na rzecz Uniwersytetu).
Tworzono również nowe jednostki, które wzbogacały ofertę uczelni. W maju 1991 roku zostało utworzone Centrum Badań Śląskoznawczych i Bohemistycznych, a rok później Ośrodek Badań Wschodnich. W sierpniu 1992 roku Oddział Zbiorów Muzealnych Archiwum Uniwersyteckiego został przekształcony w Muzeum Uniwersytetu Wrocławskiego. Senat w lutym 1994 roku podjął decyzję o utworzeniu Instytutu Historii Sztuki w miejsce dotychczasowej Katedry. Wydawnictwo Uniwersyteckie opublikowało w 1992 roku 215 tytułów w ramach 38 serii naukowych. Powstały pisma: „Zbliżenia” (pismo publicystyczne zajmujące się problemami polsko-niemieckimi) oraz „Nasz Uniwersytet” (miesięcznik informacyjny wydawany od stycznia 1992 roku).
Od roku akademickiego 1992/1993 decyzją Senatu zaczęto pobierać opłaty za studia zaoczne. W lipcu 1993 roku rozpoczęto budowę Wrocławskiej Akademickiej Sieci Komputerowej, która miała objąć wszystkie uczelnie i niektóre placówki PAN. Ponadto podpisano umowy o współpracy z uniwersytetami w Grazu, Groningen, Opawie, Lejdzie i Santiago. Uniwersytet Wrocławski włączył się aktywnie w organizację nowo powstającego Uniwersytetu Viadrina we Frankfurcie nad Odrą. Dzięki współpracy z konsulem austriackim w Krakowie powstała we Wrocławiu Biblioteka Austriacka (otwarta 15 listopada 1993).
W styczniu 1993 roku Biblioteka Uniwersytecka otrzymała z Fundacji Mellona 465 tys. dolarów na komputeryzację. W tym samym roku Wojciech Wrzesiński został wybrany rektorem na drugą kadencję. Mimo trudności uczelnia z pewnymi przerwami realizowała inwestycje na ul. Koszarowej, rozbudowę Instytutu Chemii, prace budowlane przy ul. Mieszka I i restaurację Sali Muzycznej. Prace te były częściowo realizowane ze środków pozabudżetowych. Po sporządzeniu bilansu za 1993 roku okazało się, że niedobory w budżecie uczelni wyniosły 86,3 mld złotych, wobec czego przyjęto program naprawczy, obejmujący drastyczne oszczędności, decentralizację środków finansowych, pozyskiwanie funduszy pozabudżetowych oraz zwiększenie dochodów z prowadzenia płatnej dydaktyki. Duże rozbieżności w ocenie sytuacji finansowej uczelni między Senacką Komisją Finansową a ekipą rektorską, przy braku możliwości uzgodnienia kompromisu między stronami, doprowadziły do złożenia dymisji przez rektora i prorektorów w lutym 1995 roku.

### Dalsza działalność naukowo-dydaktyczna
W 1996 roku ponownie objął stanowisko dyrektora Instytutu Historycznego UWr, które łączył z kierowaniem Zakładem Historii Najnowszej (do 1999 roku). W latach 1997–2003 pełnił funkcję prezesa Polskiego Towarzystwa Historycznego. W 2006 roku przeszedł na emeryturę mimo to nadal współpracował z instytutem jako profesor emerytowany, prowadząc m.in. przewody doktorskie i pisząc recenzje prac habilitacyjnych.
Poza Uniwersytetem Wrocławskim wykładał także na Wydziale Nauk Politycznych Akademii Humanistycznej im. Aleksandra Gieysztora w Pułtusku. Był również profesorem zwyczajnym w Dolnośląskiej Wyższej Szkole Przedsiębiorczości i Techniki w Polkowicach oraz Wyższej Szkole Nauk Humanistycznych i Dziennikarstwa w Poznaniu.

## Dorobek naukowy i odznaczenia
Wojciech Wrzesiński jest uznawany za znawcę XIX i XX-wiecznych dziejów Warmii i Mazur oraz stosunków polsko-niemieckich w czasach najnowszych. Wypromował 55 doktorów, z których kilku pochodziło z Olsztyna.
Jest autorem ponad 700 publikacji z których do najważniejszych należą:
- Ruch polski na Warmii, Mazurach i Powiślu w latach 1920–1939 (1964)
- Polski ruch narodowy w Niemczech (1970)
- Szkolnictwo polskie na Warmii, Mazurach i Powiślu w latach 1919–1939 (współautor: Bohdan Koziełło-Poklewski, Wydawnictwo Pojezierze, Olsztyn 1980)
- Warmia i Mazury w polskiej myśli politycznej 1864-1945 (1984)
- Sąsiad czy wróg. Ze studiów nad kształtowaniem stereotypu Niemca w Polsce (1795-1939) (1992, wyd. 2 w 2007)

17 maja 2001 roku otrzymał tytuł doktora honoris causa Uniwersytetu Opolskiego, w 2006 roku doktorat honoris causa Uniwersytetu Szczecińskiego, 1 października 2007 roku otrzymał tytuł doktora honoris causa Uniwersytetu Warmińsko-Mazurskiego, a 24 czerwca 2010 roku otrzymał tytuł doktora honoris causa Uniwersytetu Humanistyczno-Przyrodniczego Jana Kochanowskiego w Kielcach.

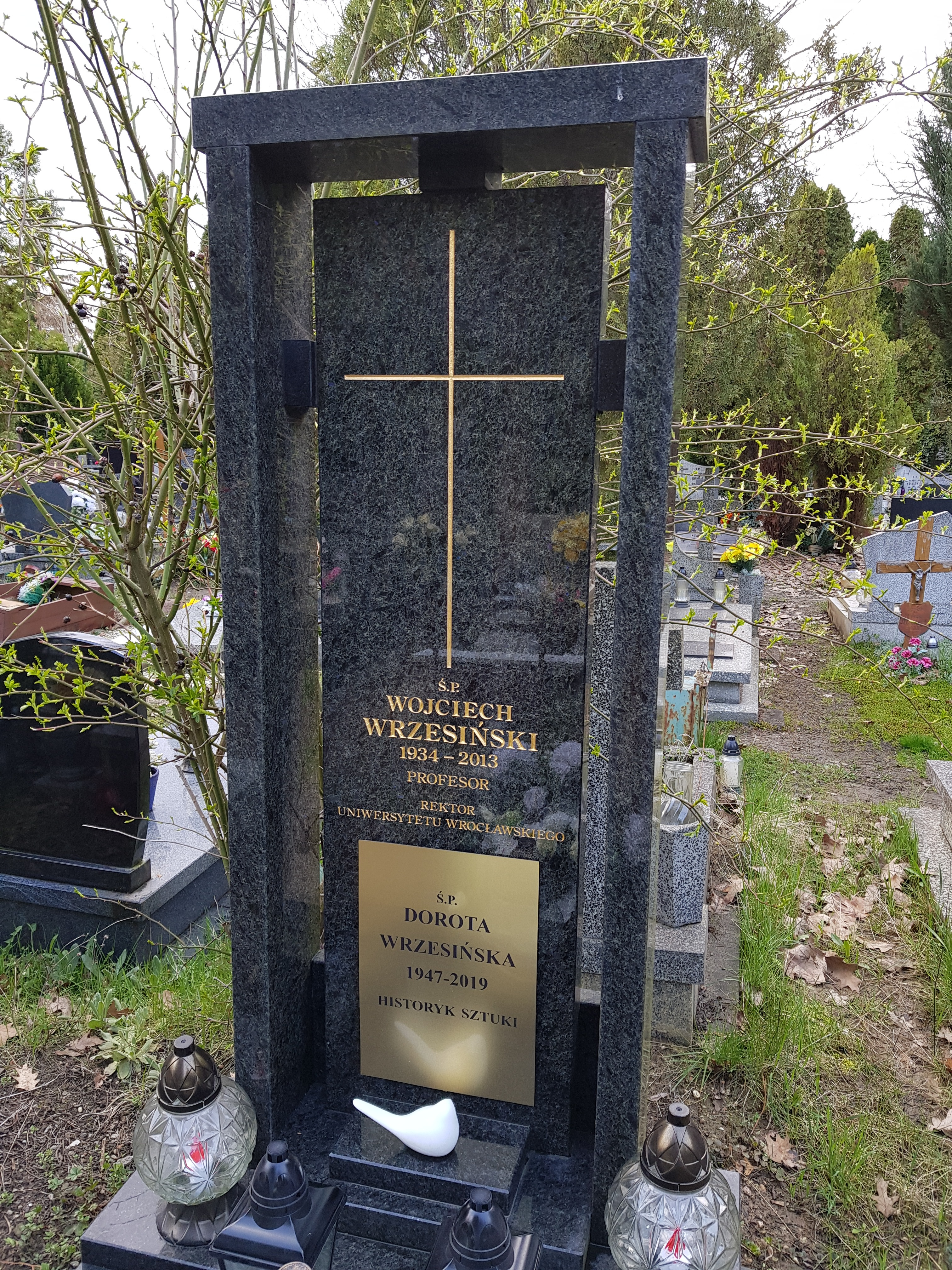
Grób prof. Wojciecha Wrzesińskiego na Cmentarzu Grabiszyńskim we Wrocławiu

Za rok 2008 nagrodzony został Europejską Nagrodą Obywatelską.
Został pochowany na cmentarzu Grabiszyńskim we Wrocławiu.